# Fissidens odontoloma
Fissidens odontoloma är en bladmossart som beskrevs av C. Müller 1879. Fissidens odontoloma ingår i släktet fickmossor, och familjen Fissidentaceae. Inga underarter finns listade i Catalogue of Life.